# William Unruh
William George Unruh (* 28. srpna 1945 Winnipeg) je kanadský fyzik působící na univerzitě Britské Kolumbie, který v roce 1976 popsal hypotetický Unruhův jev.

## Raný život a vzdělání
Unruh se narodil ve Winnipegu v Manitobě. Bakalářský titul získal na University of Manitoba v roce 1967, magisterský (1969) a doktorský (1971) na Princetonské univerzitě v New Jersey pod vedením Johna Archibalda Wheelera.

## Oblasti výzkumu
Unruh učinil významné příspěvky k našemu chápání gravitace, černých děr, kosmologie a kvantových polí v zakřivených prostorech, včetně objevu jevu, který je dnes znám jako Unruhův jev. Unruh přispěl do základů kvantové mechaniky v oblastech jako je dekoherence a otázka času v kvantové mechanice. Pomohl objasnit význam nelokality v kvantovém kontextu, zejména přišel na to, že kvantová nelokalita nevyplývá z Bellova teorému a že v konečném důsledku je kvantová mechanika lokální teorie. Unruh je také jedním z hlavních kritiků Afsharova experimentu.
Unruh se rovněž intenzivně zajímá o hudbu a vyučuje fyziku hudby.

### Unruhův jev
Unruhův jev, popsaný Unruhem v roce 1976, je predikce toho, že zrychlující pozorovatel bude pozorovat záření absolutně černého tělesa, které by inerciální pozorovatel nepozoroval. Jinými slovy, zrychlující pozorovatel najde sám sebe v teplém pozadí, jehož teplota je úměrná zrychlení. Stejný kvantový stav pole, který je dán jako základní stav pro pozorovatele v inerciálních systémech, je viděn jako tepelný stav pro rovnoměrně zrychleného pozorovatele. Unruhův jev tedy znamená, že samotný pojem kvantového vakua závisí na cestě pozorovatele skrz prostoročas.
Unruhův jev může být vyjádřen jednoduchou rovnicí, která dává ekvivalent energie kT jednotně urychlované částici (a je konstantní zrychlení), jako:
{\displaystyle kT={\frac {\hbar a}{2\pi c}}}